# Buprestis lyrata
Buprestis lyrata är en skalbaggsart som beskrevs av Thomas Casey 1909. Buprestis lyrata ingår i släktet Buprestis och familjen praktbaggar. Inga underarter finns listade i Catalogue of Life.